# Leland Hayward
Pour les articles homonymes, voir Hayward.
Leland Hayward (13 septembre 1902 - 18 mars 1971) est un agent de Hollywood et de Broadway et un producteur de théâtre. Il a produit les productions scéniques originales de Broadway de Rodgers et Hammerstein 's South Pacific et The Sound of Music.

## Vie et carrière

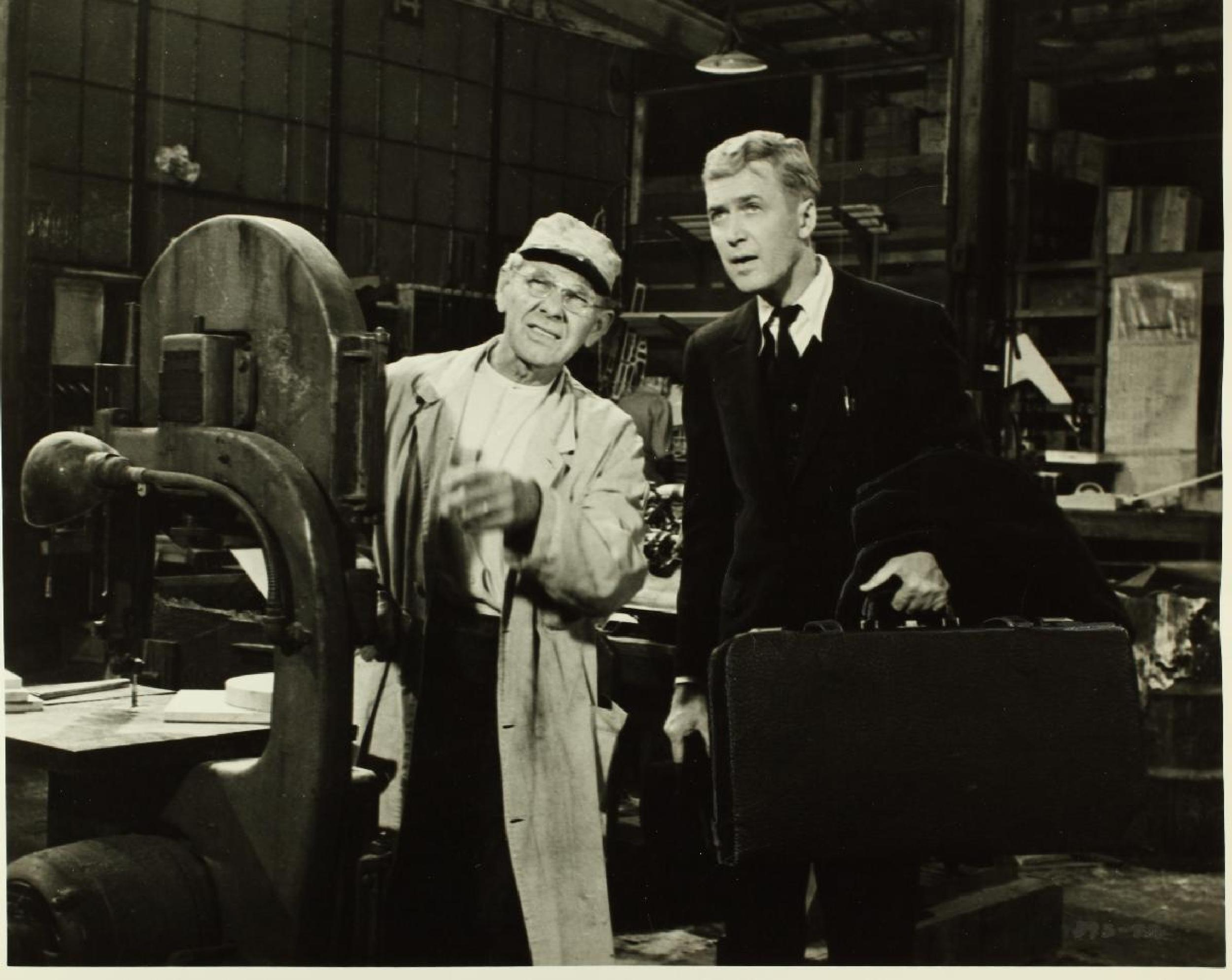
Leland Hayward (à gauche) avec Jimmy Stewart en 1955

Hayward est né à Nebraska City, Nebraska, petit-fils de Monroe Leland Hayward (en), sénateur américain du Nebraska. Son père, le colonel William Hayward (en), était un héros célèbre de la Première Guerre mondiale qui commanda le 369e régiment d'infanterie, les "Harlem Hellfighters". Le père et la mère de Hayward, Sarah Coe Ireland, ont divorcé quand il avait neuf ans. Le père de Hayward s'est ensuite remarié avec Maisie Manwaring Plant, l'une des femmes les plus riches d'Amérique à l'époque, qui a ensuite échangé son manoir de la Cinquième Avenue à Cartier contre un collier de perles parfaitement assorti.
Hayward a fréquenté la Hotchkiss School (en), puis a étudié à l'Université de Princeton, mais a abandonné. Il a occupé un certain nombre d'emplois, notamment celui de journaliste et d'attaché de presse, mais est finalement devenu un agent de talent à Hollywood. Au début des années 1940, il s'occupe d'environ 150 artistes, dont Fred Astaire qui avait été son premier client, James Stewart, Ernest Hemingway, Boris Karloff, Judy Garland, Ginger Rogers, ainsi que les deux ex-maris de sa seconde épouse Margaret Sullavan, Henry Fonda et William Wyler. Il sort avec certaines de ses clientes, dont Greta Garbo et Katharine Hepburn. Hepburn refuse de l'épouser, malgré une relation de trois ans, car elle était trop concentrée sur sa carrière.
En 1945, Hayward vend son agence artistique et devient producteur. Sa production de 1949 de South Pacific est un grand succès. Il produit à la fois la pièce de 1948 Mister Roberts et la version cinématographique de 1955.
Parmi les autres productions cinématographiques remarquables, on citeThe Spirit of St. Louis (1957) et The Old Man and the Sea (1958). Il est coproducteur (avec David Merrick (en)) de l'émission Gypsy de 1959. Son plus grand succès, cependant, est The Sound of Music qui  ouvre la même année.
Les incursions de Hayward dans la télévision sont tout aussi remarquables. Il produit The Ford 50th Anniversary Show le 15 juin 1953, une diffusion simultanée en direct de deux heures sur CBS et NBC qui revient sur l'histoire des États-Unis et du monde jusqu'en 1953. Le programme comporte un duo prolongé mémorable par Ethel Merman et Mary Martin. En 1953, Hayward conçoit Producers' Showcase (en) (1954–1956), une série de spectacles en couleur de 90 minutes diffusés mensuellement sur National Broadcasting Company. La maladie force Hayward à se retirer du projet peu de temps avant la première diffusion, et la production est assumée par ses avocats, Saul et Henry Jaffe. Hayward produit ensuite That Was the Week That Was (en), une adaptation américaine révolutionnaire d'une émission de télévision britannique, de 1963 à 1965.
L'intérêt de Hayward pour l'aviation le conduit à co-fonder, en 1941, Southwest Airways, avec l'aide financière de ses amis hollywoodiens.
Hayward était un excentrique dans ses habitudes alimentaires. Il ne mangeait que des aliments blancs comme des pommes de terre, du hachis de poulet, des côtelettes d'agneau, des œufs, de la crème anglaise et de la glace à la vanille.
Après avoir subi plusieurs accidents vasculaires cérébraux, Hayward est décédé à son domicile, Haywire, à Yorktown Heights, New York, le 18 mars 1971.

## Mariages et famille
Hayward a été marié cinq fois.

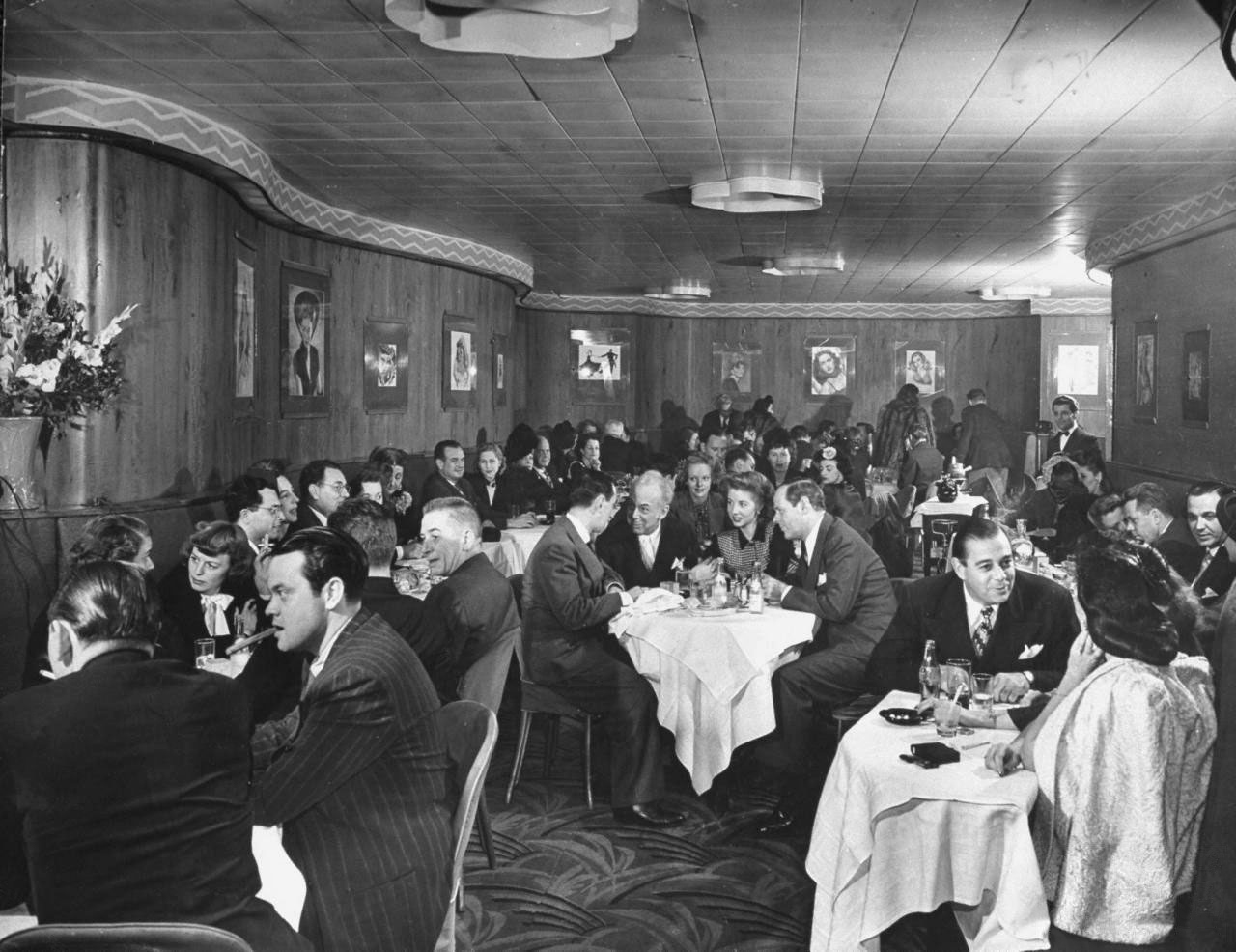
Margaret Sullavan et Leland Hayward parmi les mécènes du Stork Club à New York (novembre 1944)

1. En 1921, âgé de 19 ans, Hayward épouse la débutante Lola Gibbs. Ils divorcent un an plus tard, se remarient et divorcent à nouveau en 1934. Ils n'ont pas d'enfants.
2. Le 15 novembre 1936, Hayward épouse l'actrice de théâtre et de cinéma Margaret Sullavan, qui était enceinte de son enfant. Il est ainsi devenu le troisième des quatre maris de Sullavan. Ses maris précédents étaient Henry Fonda et William Wyler, et après avoir divorcé de Hayward en 1948, elle épousera le banquier d'investissement britannique Kenneth Wagg . Hayward et Sullavan ont trois enfants, dont deux sont morts par suicide. Margaret Sullavan elle-même est décédée d'une overdose de barbituriques en 1960. Leurs enfants étaient :
  - Brooke Hayward, née le 5 juillet 1937. Elle s'est mariée deux fois, d'abord avec l'écrivain Michael Thomas et ensuite avec l'acteur Dennis Hopper (1961-1969). Ses mémoires de 1977, Haywire , racontent en détail la vie dysfonctionnelle de la famille. Ses enfants étaient :
    - Guillaume Thomas
    - Jeffrey Thomas
    - Marin Brooke Hopper

  - Bridget Hayward (1939-1960), décédée par suicide d'une overdose de barbituriques en octobre 1960, âgée de 21 ans, moins d'un an après la mort de sa mère exactement de la même cause, et quelques mois seulement après le quatrième mariage de son père.
  - William Hayward III, né en 1941, qui s'est suicidé le 20 mars 2008 en se tirant une balle dans le cœur. De son mariage avec Rita Marie Rosate, il a eu deux enfants :
    - Leland William Hayward
    - Bridget Pamela Hayward
3. En 1950, Hayward épouse Slim Keith. Il l'avait rencontrée à La Havane à une époque où elle était légalement mariée au réalisateur Howard Hawks, mais vivait avec l'écrivain Ernest Hemingway et sa dernière épouse Mary. Parmi ses autres relations antérieures, il y en a une avec Clark Gable. Hayward et Slim ont divorcé de leurs conjoints respectifs en 1949 et se sont mariés l'année suivante; ils vivaient déjà ensemble depuis un certain temps. Le mariage est devenu tendu après que Slim ait eu une aventure d'un soir avec Frank Sinatra et une liaison plus longue avec Peter Viertel[2]. Ils ont divorcé en 1960.
4. En 1960, Hayward épouse Pamela Churchill, ancienne épouse de Randolph Churchill. Au moment où Hayward lui a été présenté en 1958, Pamela était la maîtresse d'Elie de Rothschild[8]. Le couple se marie le 4 mai 1960 à Carson City, Nevada, quelques heures seulement après que le divorce de Hayward avec Hawks ait été définitif. Ils sont restés théoriquement mariés jusqu'à la mort de Hayward en 1971, mais le jour même de ses funérailles, Pamela a renouvelé sa relation avec un ancien amant, W. Averell Harriman, et elle l'a épousé plus tard la même année.

Dans ses mémoires de 1977, Haywire (en), la fille de Hayward, Brooke, raconte en détail la dynamique totalement dysfonctionnelle de la famille.